# Piera Fassio
Piera Fassio (Torino, 29 giugno 1935 – ...) è stata una lunghista italiana.
In carriera vestì diciannove volte la maglia della nazionale italiana e conquistò dieci titoli di campionessa italiana, quattro dei quali nel salto in lungo, uno nel pentathlon e cinque nella staffetta 4×100 metri con la squadra del Centro Sportivo FIAT Torino.
Nel 1955 migliorò il record italiano del salto in lungo femminile con la misura di 5,74 m ottenuta durante il campionato italiano di società che, a Torino, vide trionfare proprio il Centro Sportivo FIAT Torino.

## Record nazionali
- Salto in lungo: 5,74 m ( Torino, 12 giugno 1955)

## Campionati nazionali
- 4 volte campionessa italiana assoluta del salto in lungo (1955, 1956, 1957, 1958)
- 1 volta campionessa italiana assoluta del pentathlon (1952)
- 5 volte campionessa italiana assoluta della staffetta 4×100 metri (1955, 1956, 1958, 1959, 1962)

1952
- Oro ai campionati italiani assoluti, pentathlon - 3 584 punti

1953
- Bronzo ai campionati italiani assoluti, salto in lungo - 5,25 m

1955
- Oro ai campionati italiani assoluti, salto in lungo - 5,70 m
- Oro ai campionati italiani assoluti, staffetta 4×100 metri - 48"7

1956
- Oro ai campionati italiani assoluti, salto in lungo - 5,42 m
- Oro ai campionati italiani assoluti, staffetta 4×100 metri - 48"3

1957
- Oro ai campionati italiani assoluti, salto in lungo - 5,39 m

1958
- Oro ai campionati italiani assoluti, salto in lungo - 5,42 m
- Oro ai campionati italiani assoluti, staffetta 4×100 metri - 48"0

1959
- Oro ai campionati italiani assoluti, staffetta 4×100 metri - 47"9

1962
- Oro ai campionati italiani assoluti, staffetta 4×100 metri - 49"6